# Korbliqi
Korbliqi (albanska: Korbliqi, serbiska: Korbulić) är en by i Kosovo. Den ligger i kommunen Kaçanik. Enligt den senaste folkräkningen år 2011 fanns det 124 invånare.

## Demografi
| Demografi | 2011 |
| --------- | ---- |
| albaner   | 124  |